# Gruppo etnoreligioso
Per gruppo etnoreligioso si intende un gruppo etnico la cui identità si fonda anche sulla comune appartenenza a una data religione. Questi gruppi, di norma, hanno un'origine geografica e culturale comune, uno o più antenati in comune, una comune religione che li distingue da gruppi vicini.
Un'altra caratteristica presente in molti gruppi etnoreligiosi è l'endogamia, con una tendenza a non mescolarsi con altre comunità religiose.

## Esempi
Il termine "gruppo etnoreligioso" è stato applicato, in almeno un caso, ai seguenti gruppi:
- Afar[3]
- Alauiti
- Amish
- Armeni
- Bosgnacchi
- Copti[4]
- Drusi
- Ebrei[5]
- Fulani[6]
- Gorani[7]
- Habesha
- Hausa
- Hazara
- Hutteriti[8]
- Mandei
- Maroniti
- Parsi
- Protestanti dell'Ulster
- Samaritani
- Sikh
- Yazidi[9]